# Kanem (province)
Pour les articles homonymes, voir Kanem.
Le Kanem est une des 23 provinces du Tchad dont le chef-lieu est Mao. Elle correspond à l'ancienne préfecture du Kanem.

## Situation
La province est située à l'ouest du pays, elle est frontalière du Niger.
|       | Borkou |               |
| Diffa | Kanem  | Barh el Gazel |
|       | Lac    | Hadjer-Lamis  |

## Subdivisions
La province du Kanem est divisée en 3 départements :
| Province | Chef-lieu | Département | Chef-lieu | Communes                              |
| -------- | --------- | ----------- | --------- | ------------------------------------- |
| Kanem    | Mao       | Kanem       | Mao       | Mao, Kekedina, Melèa, Wadjigui, Djara |
| Kanem    | Mao       | Nord Kanem  | Noukou    | Noukou, Rig Rig, Ziguey, N'tiona,     |
| Kanem    | Mao       | Sud Kanem   | Mondo     | Mondo, Am Doback, Yillili             |

## Démographie
La population de la province du Kanem était de 280 804 habitants en 1993 (RGPH), dont 269 846 sédentaires (ruraux, 239 104 ; urbains, 30 742) et 10 956 nomades.
Les groupes ethnico-linguistiques principaux sont les Daza les descendants de Dounama (28,45 %), les Kanembou (60,54 %), les Arabes (2 %), les Touaregs (4 %) et les autres ethnies (5,01 %).

## Politique
En 1978, un nouveau mouvement rebelle fait son apparition en 1978 basé dans la région du Kanem et connu sous le nom de « Troisième armée » ou Forces armées occidentales (FAO), puis de Mouvement populaire pour la libération du Tchad (MPLT) dont le chef d'état-major est Adoum Ibni Adam. Ce mouvement est dirigé par un ancien membre du CMIAP, Aboubakar Mahamat Abderahman qui est réfugié au Nigeria. Sa zone d'opération est le lac Tchad.Elle s'est surtout signalée par l'enlèvement de deux jeunes voyageurs occidentaux le 18 janvier 1978, le Français Christian Masse et le Suisse André Kümmerling, réclamant en échange de leur libération le rapatriement des troupes françaises du Tchad. Toutefois, le Frolinat avait démenti catégoriquement être à l'origine d'un rapt, qu'il qualifiait d'acte de pur banditisme et précisé que cette branche avait été exclue du Frolinat en mai 1977 (les deux hommes avaient été finalement délivrés le 15 avril 1978).

## Administration

### Gouverneurs du Kanem (depuis 2002)
Issakha Hassane Jogoï (Actuel Gouverneur du Kanem)
Ousmane Brahim Djouma
- ? : Ali Kedelaye Goukouni (en poste début 2006)
- 15 septembre 2008 : N'Gamaï Djari
- ? : Mahamat Seid Ali (en poste en juillet 2013)
- Mahamat Allahou Taher 2013-2014
- 2013 : Mahamat Mbodou Abdoulaye[6]

## Les Centres de Santé du kanem
- Le centre Sanitaire de Mao
- le centre de Santé de RigRig
- Le centre de Santé de Mondo
- Le District Sanitaire de Djara
- le District Sanitaire de Mourzougui
- le District Sanitaire de Dokora
- Hôpital d'Areyourou
- Royaume du Kanem-Bornou

## Galerie

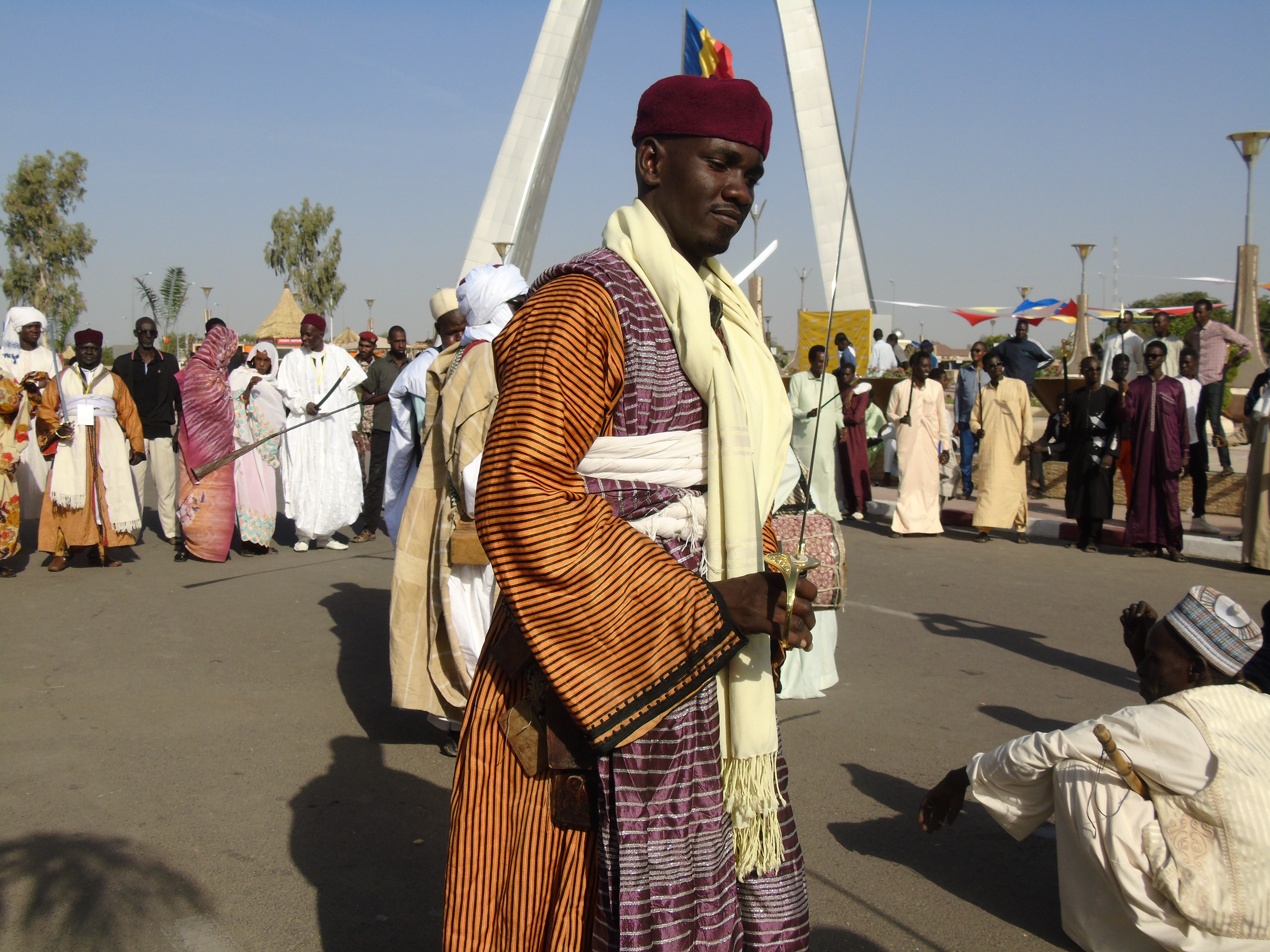
danse traditionnelle du kanem lors du festival Dary
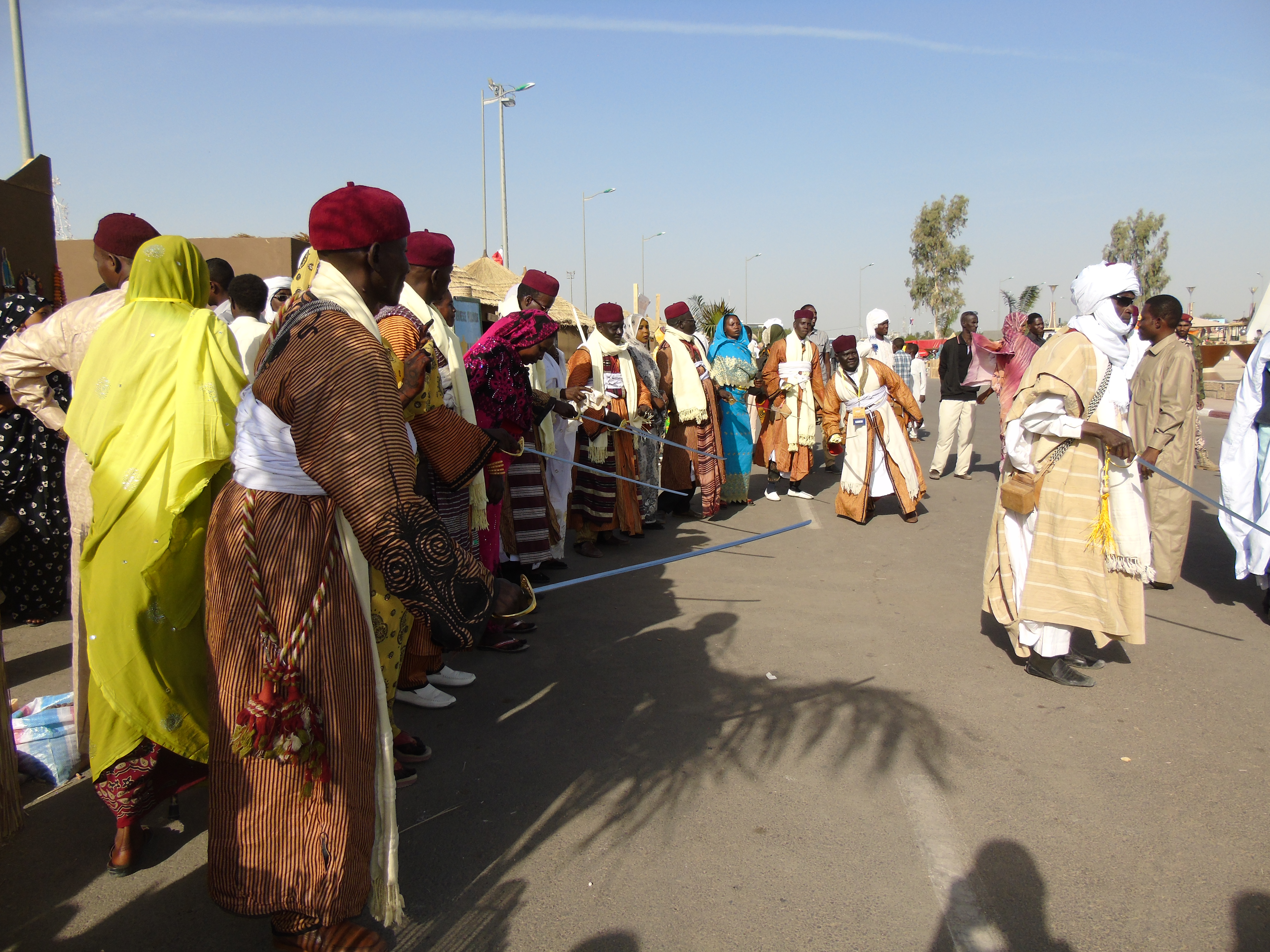
danse traditionnelle du kanem lors du festival Dary
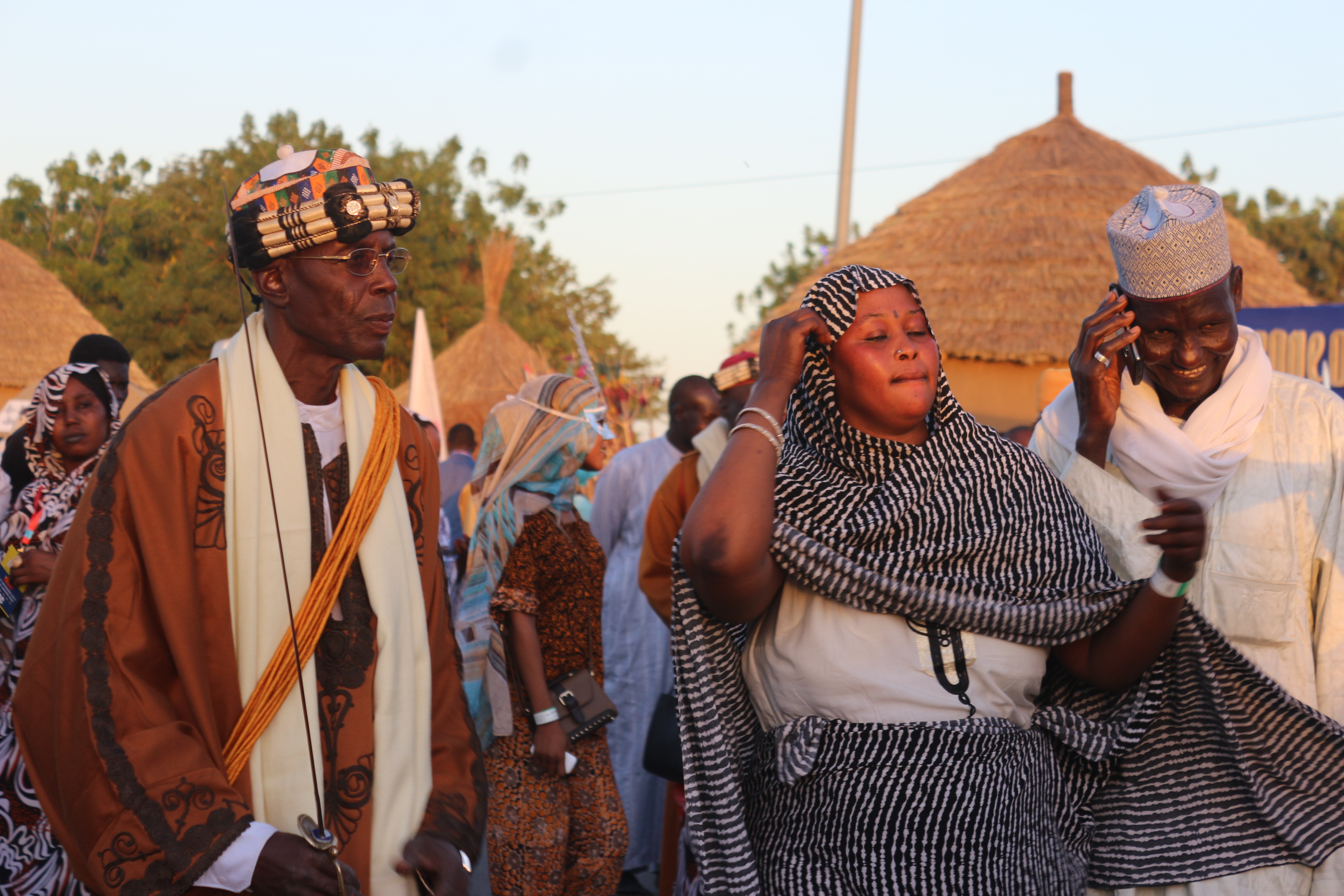
danse traditionnelle du kanem lors du festival Dary
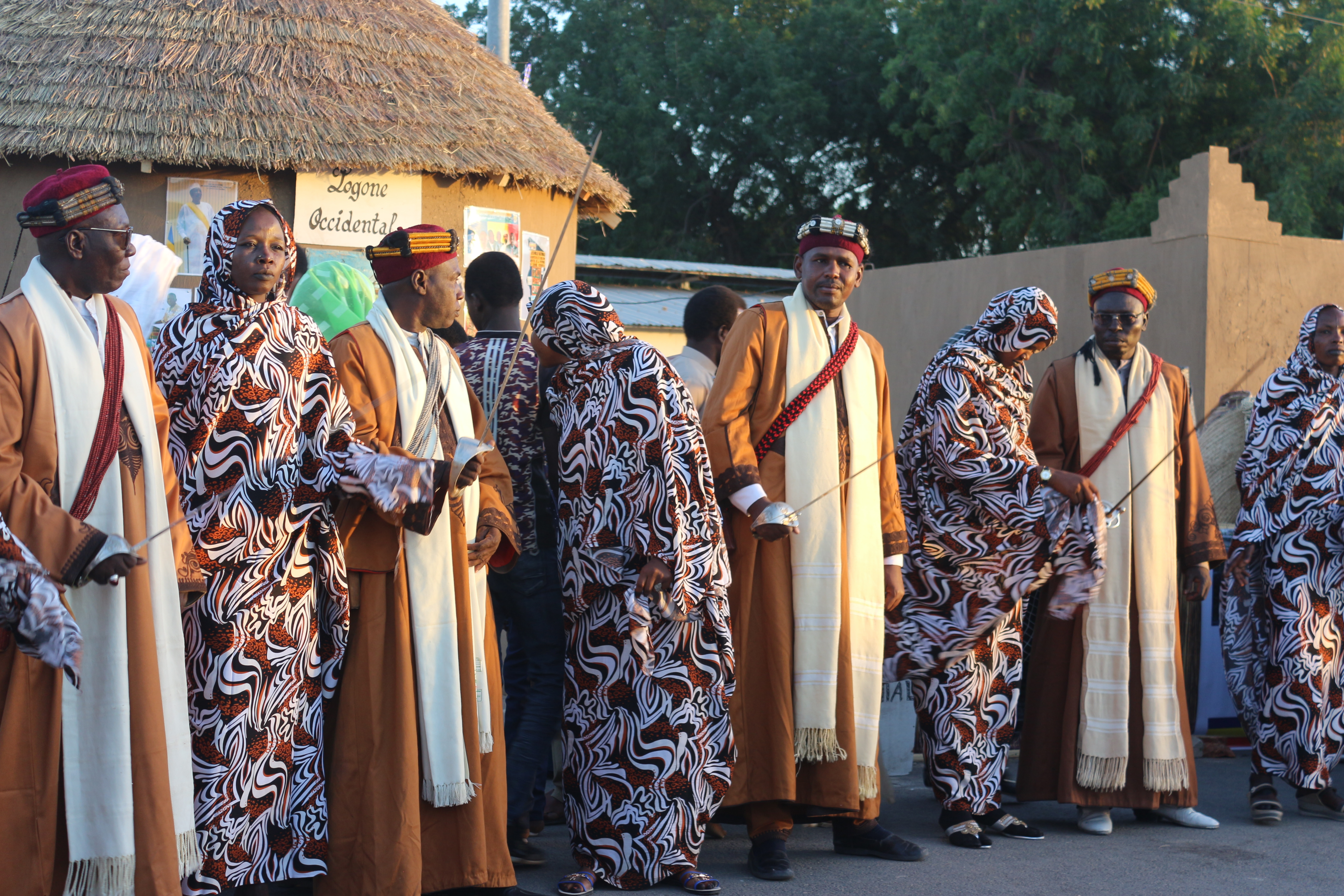
danse traditionnelle du kanem lors du festival Dary
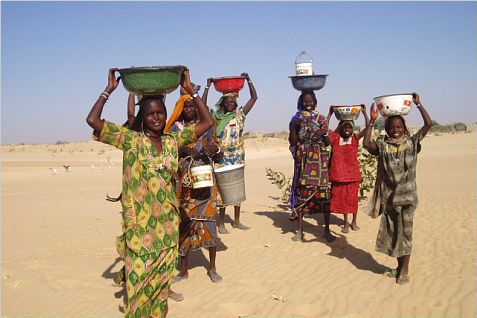
Des femmes à la recherche d'eau potable dans la région du kanem